# Nettariano
Il Nettariano, nella scala dei tempi geologici lunari, è un'era geologica che va da 3920 a 3850 milioni di anni fa circa; a questo periodo risale la formazione del Mare Nectaris, in conseguenza di un notevole impatto meteorico.
Giacché non esistono materiali geologici risalenti a questo periodo sulla Terra, il Nettariano è stato utilizzato anche come periodo geologico terrestre, in particolare come suddivisione dell'Adeano.